# Castroreale
Castroreale est une commune italienne de la province de Messine, dans la région Sicile.

## Fêtes, foires
À Castroreale, la tradition du « Cristo Lungo » (Long Christ) est une des fêtes les plus populaires de la Sicile. La célébration dure trois jours, du 23 au 25 août. Le 23 août, les habitants montent le « Cristo Lungo » à l'église Mère, à Castroreale et le dernier jour, ils le redescendent à l'église de S. Agathe. Le « Cristo Lungo » mesure 16 mètres de haut et pour le monter, les habitants de Castroreale doivent être à plusieurs pour le porter. De par sa hauteur, le Christ est visible de très loin. La tradition se perpétue depuis 1854.

## Administration
| Période                                  | Période | Identité | Étiquette | Qualité |
| ---------------------------------------- | ------- | -------- | --------- | ------- |
|                                          |         |          |           |         |
| Les données manquantes sont à compléter. |         |          |           |         |

### Hameaux
Bafia, Protonotaro.

### Communes limitrophes
Antillo, Barcellona Pozzo di Gotto, Casalvecchio Siculo, Rodì Milici, Santa Lucia del Mela, Terme Vigliatore.

## Personnalités liées à la commune
- Guglielmo Jannelli (26 octobre 1895, Terme Vigliatore - 13 avril 1950, Castroreale), poète futuriste.
- Giovanni Andrea Jannelli (1660, Castroreale - ?), peintre.
- Filippo Jannelli (1621, Castroreale - 22 février 1696, Santa Lucia del Mela), peintre.

## Galerie

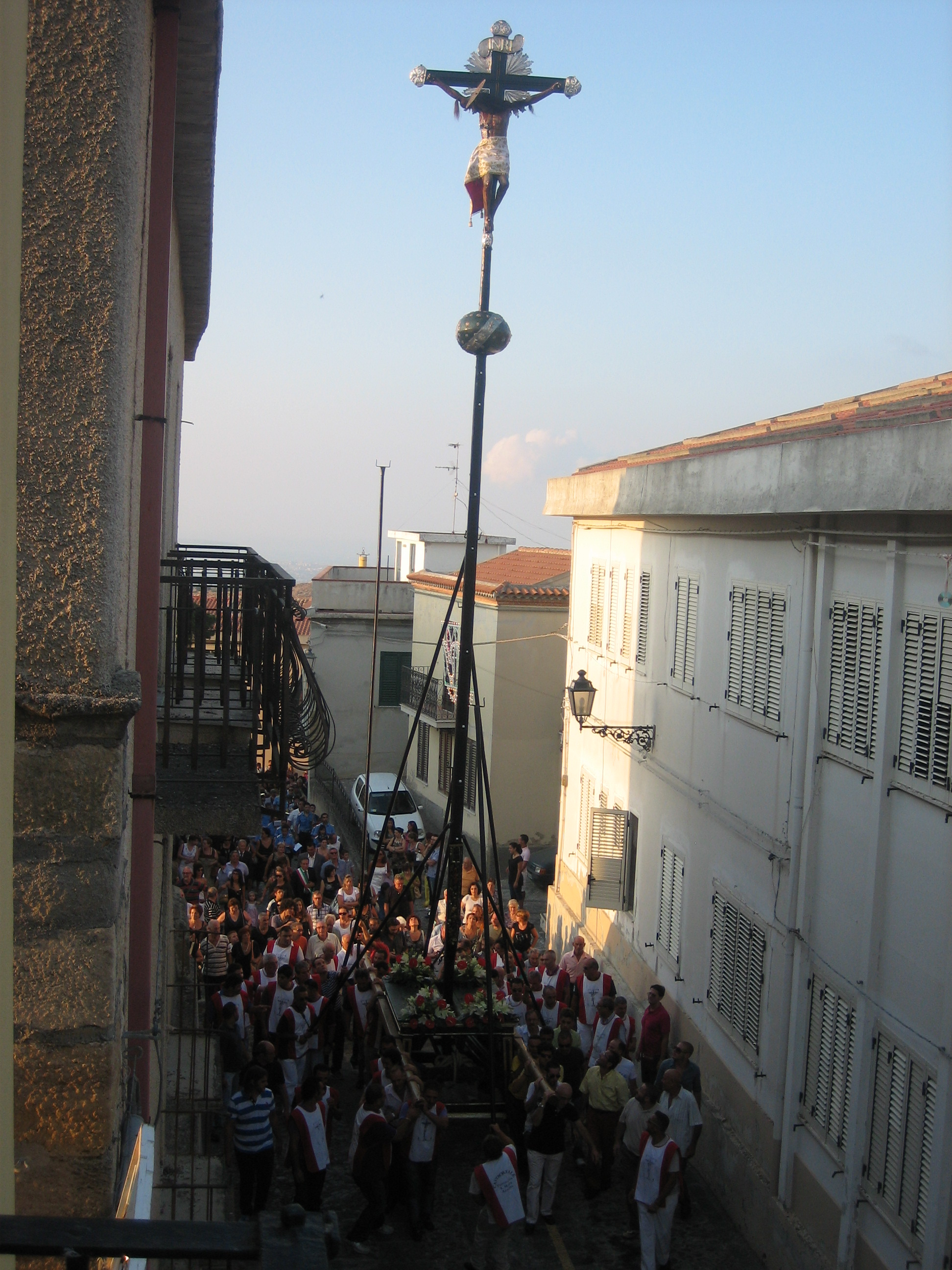
Le Christ se faisant par des personnes de l'église de Castroreale.
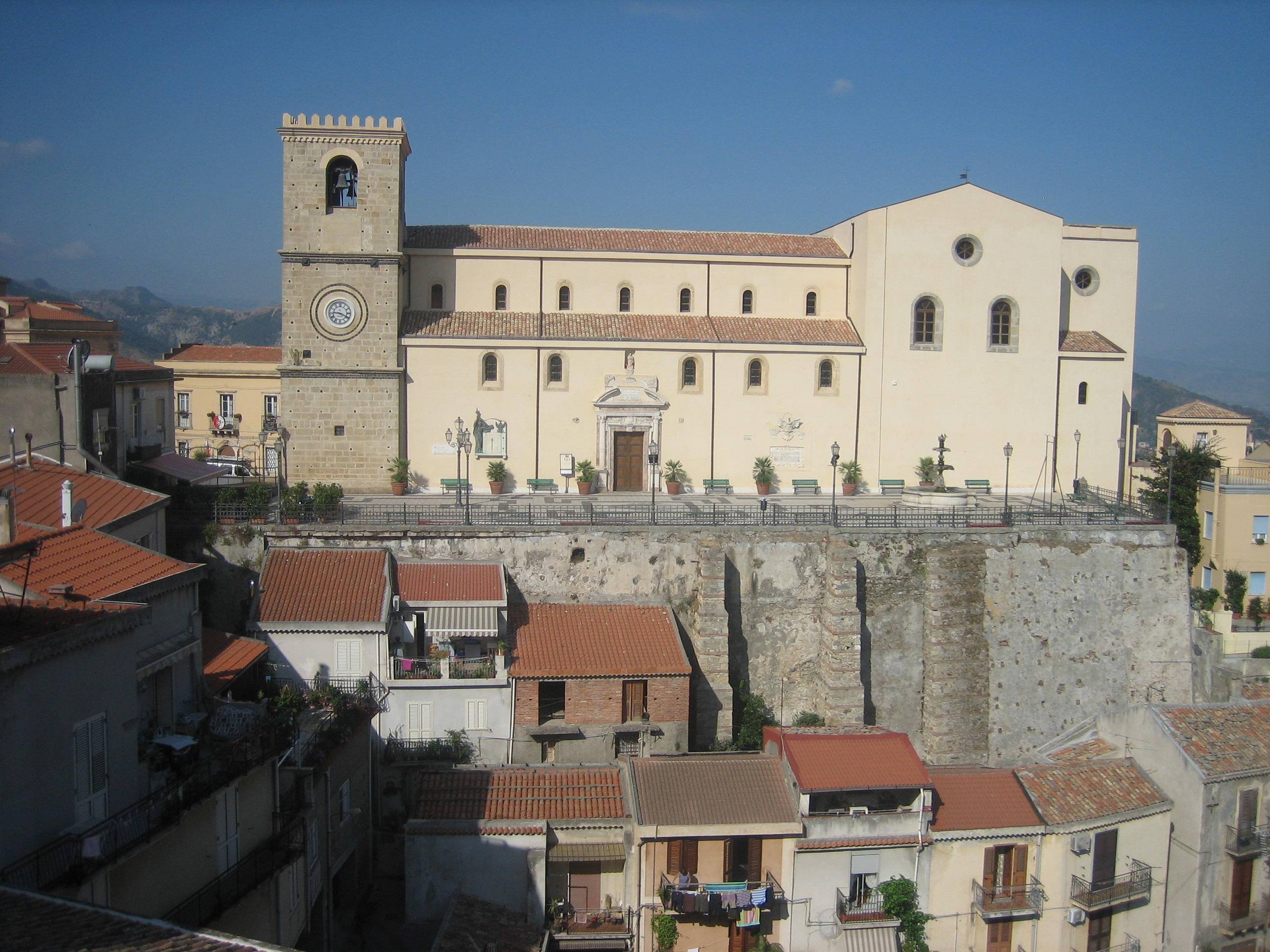
La grande place de Castroreale.
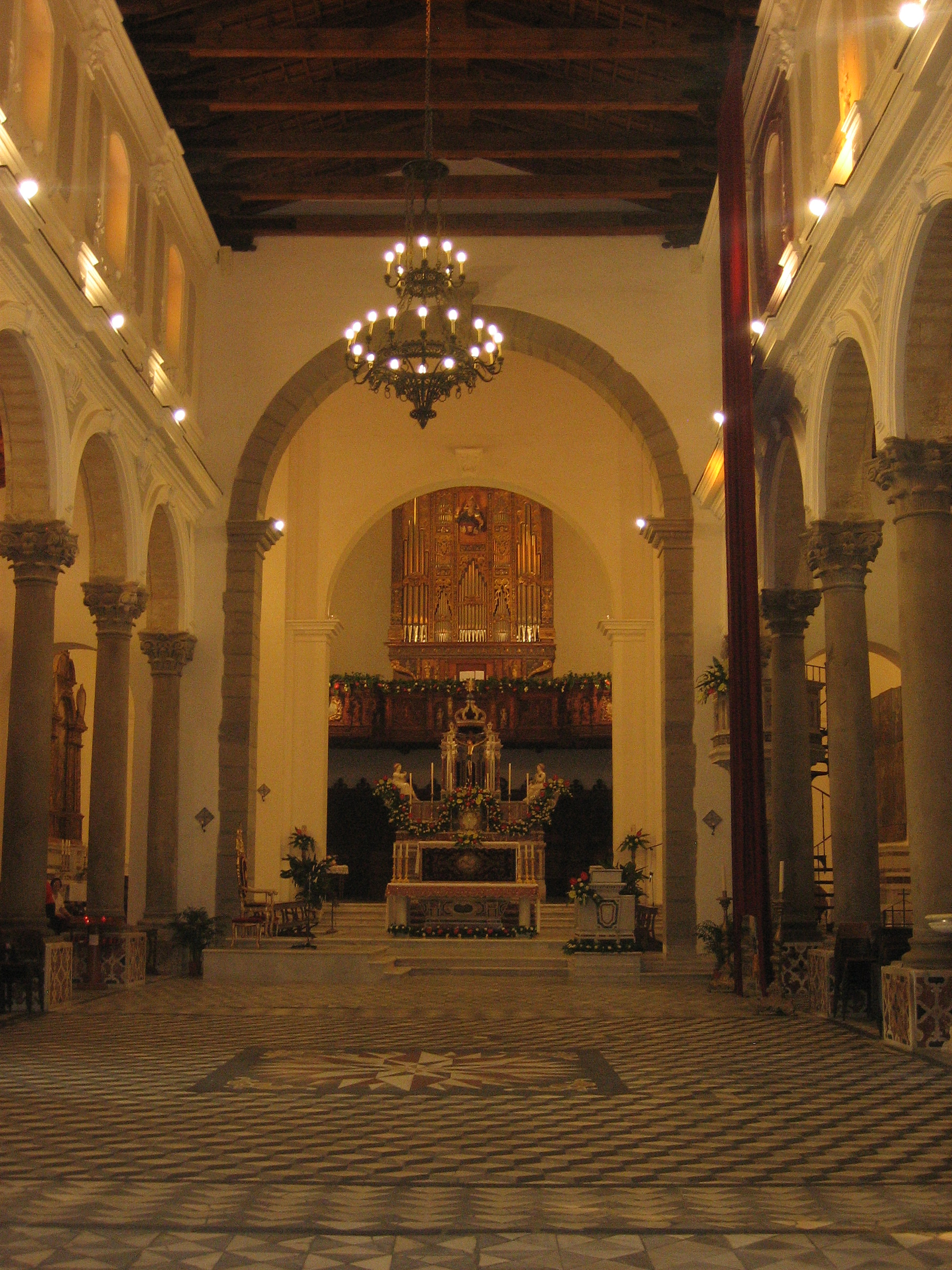
L'intérieur de l'église de Castroreale.